# Aarhus Tigers 2022
Questa voce raccoglie le informazioni riguardanti gli Aarhus Tigers nelle competizioni ufficiali della stagione 2022.

## 1. division 2022

### Stagione regolare
| Viby J 23 aprile 2022, ore 14:00 1ª giornata | Aarhus Tigers | 84 – 42 referto | Herlev Rebels | Bøgeskov Idrætsanlæg |

| Helsingør 14 maggio 2022, ore 14:00 4ª giornata | Kronborg Knights | 14 – 42 referto | Aarhus Tigers | Knights Field |

| Viby J 29 maggio 2022, ore 14:00 6ª giornata | Aarhus Tigers | 50 – 0 (a tavolino) referto | Holstebro Dragons | Bøgeskov Idrætsanlæg |

| Viby J 11 giugno 2022, ore 14:00 8ª giornata | Aarhus Tigers | 34 – 0 referto | Ørestaden Spartans | Bøgeskov Idrætsanlæg |

| Odense 14 agosto 2022, ore 14:00 10ª giornata | Odense Badgers /Svendborg Admirals | - – - (annullata) referto | Aarhus Tigers | Bolbroparken |

| Kastrup 20 agosto 2022, ore 14:00 11ª giornata | Amager Demons | 13 – 32 referto | Aarhus Tigers | Bag Amagerhallen |

| Viby J 3 settembre 2022, ore 14:00 13ª giornata | Aarhus Tigers | 58 – 26 referto | Frederikssund Oaks | Bøgeskov Idrætsanlæg |

### Playoff
| Viby J 10 settembre 2022, ore 14:00 Semifinale | Aarhus Tigers | 22 – 15 referto | Ørestaden Spartans | Bøgeskov Idrætsanlæg |

| Viby J 25 settembre 2022, ore 14:00 1. divisions Bowl | Aarhus Tigers | 50 – 21 referto | Herlev Rebels | Bøgeskov Idrætsanlæg |

## Statistiche di squadra
| Competizione      | %Vittorie | In casa | In casa | In casa | In casa | In casa | In casa | In trasferta | In trasferta | In trasferta | In trasferta | In trasferta | In trasferta | Totale | Totale | Totale | Totale | Totale | Totale |
| Competizione      | %Vittorie | G       | V       | N       | P       | Pf      | Ps      | G            | V            | N            | P            | Pf           | Ps           | G      | V      | N      | P      | Pf     | Ps     |
| ----------------- | --------- | ------- | ------- | ------- | ------- | ------- | ------- | ------------ | ------------ | ------------ | ------------ | ------------ | ------------ | ------ | ------ | ------ | ------ | ------ | ------ |
| Stagione regolare | 1.000     | 4       | 4       | 0       | 0       | 226     | 68      | 2            | 2            | 0            | 0            | 74           | 27           | 6      | 6      | 0      | 0      | 300    | 95     |
| Playoff           | 1.000     | 2       | 2       | 0       | 0       | 72      | 36      | 0            | 0            | 0            | 0            | 0            | 0            | 2      | 2      | 0      | 0      | 72     | 36     |
| Totale            | 1.000     | 6       | 6       | 0       | 0       | 298     | 104     | 2            | 2            | 0            | 0            | 74           | 27           | 8      | 8      | 0      | 0      | 372    | 131    |